# Uspenka (obwód sumski)
Uspenka (ukr. Успенка) – wieś na Ukrainie, w obwodzie sumskim, w rejonie konotopskim, w hromadzie Buryń. W 2001 liczyła 1885 mieszkańców.